# Igletjärnen (Långareds socken, Västergötland)
Igletjärnen är en sjö i Alingsås kommun i Västergötland och ingår i Göta älvs huvudavrinningsområde. Sjön är 12,5 meter djup, har en yta på 0,02 kvadratkilometer och är belägen 117 meter över havet.